# قارچ کلاه‌چرب صورتی
قارچ کلاه‌چرب صورتی (نام علمی: Hygrophorus erubescens) نام یک گونه از سرده کلاه‌چرب‌ها است.